# Broye-Aubigney-Montseugny
Broye-Aubigney-Montseugny – miejscowość i gmina we Francji, w regionie Burgundia-Franche-Comté, w departamencie Górna Saona.
Według danych na rok 1990 gminę zamieszkiwało 469 osób, a gęstość zaludnienia wynosiła 18 osób/km² (wśród 1786 gmin Franche-Comté Broye-Aubigney-Montseugny plasuje się na 331. miejscu pod względem liczby ludności, natomiast pod względem powierzchni na miejscu 54.).